# MHPArena
El MHPArena, abans anomenat Gottlieb-Daimler-Stadion i Mercedes-Benz Arena, és un estadi de futbol situat al districte de Bad Cannstatt, al nord-est de Stuttgart, capital de l'estat federat de Baden-Württemberg, a Alemanya. El seu equip local és el VfB Stuttgart.
L'estadi és el cor del Complex Esportiu Cannstatter Wasen. Posseïx un sostre de fibra de polièster recoberta de PVC en un sistema radiat de subjecció d'altura variada. Té una capacitat per a 60.441 espectadors.
Sota el seu segon nom, Neckarstadion (car inicialment s'anomenava Adolf-Hitler-Kampfbahn), va ser una de les seus de la Copa del Món de Futbol de 1974. L'estadi va allotjar per segona vegada aquest esdeveniment, ara sota el seu nom actual, durant la Copa del Món de Futbol de 2006.

## Història
L'estadi es va inaugurar el 1933 sota el nom Adolf-Hitler-Kampfbahn. El nom perdurà fins al 1949, quan va canviar a Neckarstadion (en català: Estadi del Neckar, el riu que travessa la ciutat). El 1993 passà a anomenar-se definitivament Gottlieb-Daimler-Stadion en honor del cèlebre inventor i enginyer alemany Gottlieb Daimler. Des de la temporada 2008–09 fou rebatejat Mercedes-Benz Arena, amb el partit inaugural enfrotn l'Arsenal FC el 30 de juliol de 2008.
Aquest estadi va ser seu del primer partit internacional disputat a Alemanya després de la Segona Guerra Mundial, entre la selecció d'Alemanya i la selecció de Suïssa. El 19 de desembre de 1990 es disputà un altre esdeveniment important: el primer partit internacional després de la unificació d'Alemanya, on es van enfrontar novament les mateixes seleccions.

## Referències

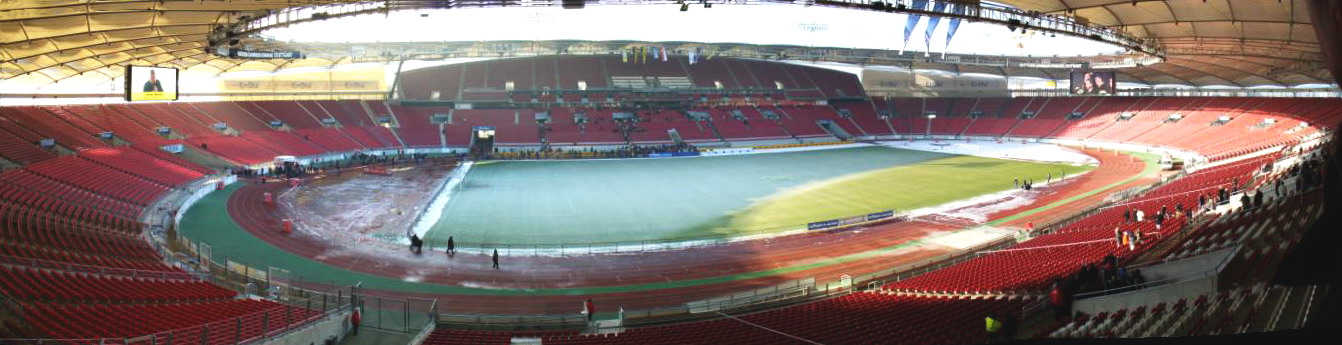
Imatge panoràmica del terreny de joc.